# نوامبر ۲۰۱۳
نوامبر ۲۰۱۳، یکی از ماه‌های ۲۰۱۳ میلادی است.
آغاز آن، روز جمعه برابر با ۱۰ آبان ۱۳۹۲ خورشیدی.

## ۱ نوامبر۲۰۱۳
- حکیم‌الله محسود، رهبر طالبان پاکستان کشته شد

حکیم الله محسود، فرمانده طالبان پاکستان، در جریان حمله پهپاد آمریکایی به وزیرستان شمالی کشته شده‌است. این حمله در حدود ۵ کیلومتری شمال شهر میران‌شاه، مهم‌ترین شهر در این منطقه صورت گرفته‌است.
گفته شده که حداقل پنج نفر در اثر این حمله کشته شده‌اند. پلیس فدرال آمریکا «۵ میلیون دلار» برای سر حکیم‌الله محسود جایزه تعیین کرده بود. بی‌بی‌سی فارسی
- کمک نظامی آمریکا به عراق برای مبارزه علیه تروریسم

## ۲ نوامبر۲۰۱۳
- کشف تونل زیرزمینی قاچاقچیان مواد مخدر بین مرز آمریکا و مکزیک

## ۳ نوامبر۲۰۱۳
- جاسوسی گسترده آمریکا از سفر گذشته آیت‌الله خامنه‌ای به استان کردستان

روزنامه‌های معتبر نیویورک‌تایمز و گاردین با افشای هم‌زمان اطلاعات جدیدی که از سوی ادوارد اسنودن  منتشر شده، خبر از «تور جاسوسی پیشرفته» آژانس امنیت ملی ایالات متحده آمریکا از سفر سید علی خامنه‌ای در سال ۱۳۸۸ به استان کردستان  داده‌اند. بر اساس این گزارش سفر آیت‌الله خامنه‌ای و عمل‌کرد تیم حفاظتی و مکالمات ترافیک هوایی هواپیماها و هلی‌کوپترهای تیم هم‌راه و حتی شنود هوایی سخنرانی عمومی رهبر جمهوری اسلامی در یک ورزشگاه فوتبال به دقت زیر نظر و رصد این سرویس اطلاعاتی با عنوان «عملیات دِرِدنوت» (Operation Dreadnought) بوده است. دویچه وله فارسی، بی‌بی‌سی فارسی
- تمسخر نظامیان، پخش برنامه طنزپرداز سرشناس مصری را متوقف کرد

## ۴ نوامبر۲۰۱۳
- کشف گنجینه هنری در میان زباله‌ها

ماموران اداره دارایی آلمان به مجموعه‌ای گران‌بها از صدها تابلوی نقاشی دست یافته‌اند که رویدادی بی‌سابقه در تاریخ هنر شناخته شده‌است. به گزارش رسانه‌های آلمان در خانه پیرمرد هشتاد ساله‌ای در مونیخ حدود ۱۵۰۰ تابلوی نقاشی یافت شده که گمان می‌رود توسط نازی‌ها مصادره شده بود. در میان این مجموعه بزرگ که تخمین زده می‌شود ارزش آن‌ها به یک میلیارد یورو برسد، آثاری از هنرمندان نامی کلاسیک مدرن از هانری ماتیس و پابلو پیکاسو تا مارک شاگال، امیل نولده، فرانتس مارک، ماکس بکمان و ماکس لیبرمان یافت شده‌اند. بی‌بی‌سی فارسی
- آیت‌الله خامنه‌ای: «هیچ‌کس نباید مذاکره‌کنندگان را تضعیف کند»

## ۵ نوامبر۲۰۱۳
- غول فن‌آوری هند در راه مریخ

هند اولین کاوشگر فضایی خود به نام «مانگالیان» را به سوی سیاره مریخ روانه کرد. بنا بر برآوردها این کاوشگر باید تا ۳۰۰ روز دیگر به مریخ برسد. اگر این ماموریت با موفقیت انجام شود، هند اولین کشور آسیایی خواهد بود که با کاوشگر خود به مریخ رسیده است. مسئولیت طراحی و اجرای ماموریت مریخ هند را سازمان پژوهش‌های فضایی هند در بنگلور به عهده داشته است. دویچه وله فارسی
- اختلاف دولت عراق با اقلیم کردستان بر سر احداث خط لوله نفتی

## ۶ نوامبر۲۰۱۳
- اخضر ابراهیمی از تعویق کنفرانس صلح سوریه خبر داد

اخضر ابراهیمی، نماینده ویژه سازمان ملل و اتحادیه عرب در امور سوریه، خبر داده که برگزاری کنفرانس صلح سوریه فعلا به زمانی دیگر افتاده است. او در همین حال تاکید کرده است که طبق توافق آمریکا، روسیه و سازمان ملل متحد، کنفرانس صلح سوریه باید بدون هرگونه پیش‌شرط برگزار شود. برخی از این مخالفان، حضور در این نشست را به حضور نداشتن نمایندگان حکومت بشار اسد و عدم حضور ایران مشروط کرده‌اند. در سوی دیگر حکومت سوریه و دولت روسیه هم نمی‌پذیرد که این مذاکرات با پیش‌شرط حذف بشار اسد از صحنه سیاسی این کشور و عدم حضور ایران صورت بپذیرد. بی‌بی‌سی فارسی، یورونیوز فارسی
- حضور دیپلمات‌های ایران و اسرائیل در نشستی محرمانه برای خلع سلاح اتمی

خبرگزاری رویترز به نقل از دیپلمات‌هایی که نامشان فاش نشده، نوشت که دیدار میان دیپلمات‌های ایرانی، عرب و اسرائيلی روزهای ۲۱ و ۲۲ اکتبر (۲۹ و ۳۰ مهر) در دهکده گلیون در نزدیکی شهر مونترو، سوئیس تحت تدابیر محرمانه‌ای برگزار شده‌است.

## ۷ نوامبر۲۰۱۳
- آمادگی آمریکا برای لغو موقتی برخی از تحریم‌ها در ازای همکاری ایران

ساعاتی مانده به آغاز مذاکرات بر سر برنامه هسته‌ای ایران در ژنو، یک مقام عالی‌رتبه در دولت ایالات متحده آمریکا گفته است اگر ایران «گام اول» در اجرای تعهداتش را اجرا کند و پیش‌روی برنامه هسته‌ای را متوقف کند، واشنگتن تحریم‌های ایران را «به طور موقتی و موردی» لغو می‌کند. بی‌بی‌سی فارسی
- یاسر عرفات «احتمالا با ماده رادیواکتیو پلونیوم مسموم شده بود»

شبکه تلویزیونی الجزیره می‌گوید به گزارش پزشکی قانونی سوئیس دست‌یافته که در آن گفته‌شده که بر باقی‌مانده جسد و لباس‌های باقی‌مانده از یاسر عرفات، مقادیر چشمگیری ماده رادیو اکتیو پلونیوم ٢١٠ یافت‌شده که می‌تواند از فرضیه مسموم‌شدن آقای عرفات حمایت کند. یاسر عرفات در ماه اکتبر سال ۲۰۰۴ میلادی به شدت بیمار شد و منابع رسمی فلسطینی در آن زمان، علت مرگ را «سکته ناشی از اختلال خونی» بر اثر ابتلا به «آنفلوانزای شدید» اعلام کردند. بی‌بی‌سی فارسی، دویچه وله فارسی
- اردوغان خواهان جدایی جنسیتی خانه‌‌های دانشجویی در ترکیه شد

## ۸ نوامبر۲۰۱۳
- خوشبینی نسبت به توافق هسته‌ای در ژنو

به گزارش منابع خبری یک مقام وزارت خارجه آمریکا گفته است: «جان کری وزیر خارجه روز جمعه به دعوت کاترین اشتون نماینده عالی اتحادیه اروپا به ژنو در سوئیس خواهد رفت تا به کاهش اختلافات در مذاکرات کمک کند.» گفته می‌شود که دیپلمات‌ها در ژنو مشغول کار بر جزئیات توافقی احتمالی برای پایان‌دادن به اختلافات بر سر برنامه هسته‌ای ایران هستند. محمد جواد ظریف وزیر خارجه ایران ساعاتی پیشتر گفته بود که به اعتقاد او توافقی با قدرت‌های جهان بر سر برنامه هسته‌ای کشورش در پایان گفتگوهای ژنو در روز جمعه ممکن است. بی‌بی‌سی فارسی
- اسرائیل: «توافق هسته‌ای احتمالی با ایران، اشتباهی تاریخی است»

بنیامین نتانیاهو، نخست‌وزیر اسرائیل، در واکنش به دور جدید مذاکرات هسته‌ای ایران و گروه ۱+۵ گفته است که: «اگر اخباری که از توافقات ایران و ۱+۵ شنیده می‌شود درست باشد، ایران به معامله قرن دست یافته است و این یک اشتباه تاریخی خواهد بود.» بی‌بی‌سی فارسی
- نام رهبر جدید طالبان پاکستان اعلام شد

## ۹ نوامبر۲۰۱۳
- دومین روز مذاکرات ایران و ۱+۵ در ژنو

## ۱۰ نوامبر۲۰۱۳
- مذاکرات هسته‎ای ژنو «بدون توافق» پایان یافت

بعد از بیش از سه روز «مذاکرات دیپلماتیک فشرده» میان ایران و گروه ۵+۱ در شهر ژنو، سوئیس، قدرت‌های جهانی و ایران بدون توافق به گفتگوهای خود پایان دادند اما تاکید کردند که دور بعدی مذاکرات بر سر برنامه هسته‌ای ایران در کمتر از دو هفته دیگر برگزار خواهد شد. بی‌بی‌سی فارسی، یورونیوز فارسی
- حفظ گنجینه موسیقی ایرانی با کمک دانشگاهی در آلمان

## ۱۱ نوامبر۲۰۱۳
- برآوردی از ثروت ستاد اجرایی فرمان امام

خبرگزاری رویترز با انتشار بخش اول از یک گزارش تحقیقی درباره ستاد اجرایی فرمان امام، این نهاد را یک «امپراتوری اقتصادی عظیم» توصیف کرده‌است که کنترل آن در دست سید علی خامنه‌ای، رهبر نظام جمهوری اسلامی ایران قرار دارد. رویترز می‌گوید که ارزش دارایی‌های ستاد را با استناد به بیانیه‌های رسمی ستاد، آمار بورس اوراق بهادار تهران، وب‌سایت شرکت‌ها و اطلاعات وزارت خزانه‌داری ایالات متحده آمریکا حدود ۹۵ میلیارد دلار تخمین زده‌است. بی‌بی‌سی فارسی، متن گزارش رویترز (در سه بخش)
- موافقت ایران با دیدار بازرسان آژانس از تاسیسات آب سنگین اراک

ایران و آژانس بین‌المللی انرژی اتمی روز دوشنبه توافقنامه جدیدی را در تهران امضا کردند. بر اساس این توافقنامه، بازرسان آژانس بین‌المللی اجازه دارند از تاسیسات آب سنگین اراک و نیز معدن گچین در بندرعباس بازدید کنند. دویچه وله فارسی
- کشته‌شدن اعضای ایرانی یک گروه موسیقی در نیویورک

گزارش‌ها حاکی است که دو برادر از اعضای گروه موسیقی راک «یلو داگز» (سگ‌های زرد) روز دوشنبه در جریان تیراندازی‌ای در شهر نیویورک، به هم‌راه دو ایرانی دیگر، از جمله فرد مهاجم، کشته شده‌اند. این تیراندازی یک زخمی نیز بر جای گذاشته است. به گزارش آسوشیتد پرس دو عضو کشته‌شده این گروه به تازگی موفق به اخذ پناهندگی سیاسی از ایالات متحده آمریکا شده بودند. بی‌بی‌سی فارسی، رادیو فردا
- نماینده ونزوئلا، دختر شایسته جهان در سال ۲۰۱۳

مسابقات دوشیزه دنیا (Miss Universe) امسال برای نخستین‌بار در شهر مسکو برگزار شد و گابریلا ایسلر، نماینده ۲۵ ساله کشور ونزوئلا، توانست با کنار گذاشتن رقیبان تاج این مسابقات را بر سر بگذارد. این تاج که در آن هزار قطعه جواهر به کار رفته و بیش از ۹۰ هزار یورو قیمت دارد، توسط برنده دور پیش از کشور آمریکا، بر سر وی گذاشته شد. مسابقه دوشیزه دنیا (Miss Universe) در سال ۱۹۵۲ با حمایت دونالد ترامپ، میلیاردر آمریکایی، یک سال پس از به راه‌افتادن مسابقه دوشیزه جهان (Miss World)‌ به راه‌افتاد. دویچه وله فارسی، یورونیوز فارسی
- درگیری‌های مرگ‌بار در عربستان سعودی

## ۱۲ نوامبر۲۰۱۳
- کردهای سوریه موقتا می‌خواهند خودمختار شوند

گروه‌های کرد سوریه اعلام کرده‌اند که تا زمان روی‌کار آمدن یک دولت دموکراتیک در سوریه می خواهند که «خودمختار» باشند. گروه‌های کرد سوریه مقرر کردند که در ماه‌های آینده پیش‌نویس قانون اساسی‌شان را بنویسند و شوراهای محلی را انتخاب کنند. آن‌ها می‌خواهند قلمروی‌شان را به سه ناحیه تقسیم کنند که هر کدام زیر نظر یک شورای محلی اداره شود. بی‌بی‌سی فارسی
- مصر «بدترین کشور برای زنان» در جهان عرب است

بر اساس پژوهش انجام شده از سوی مؤسسه تامسون رویترز‌، مصر از نظر شرایط زندگی، بدترین کشور جهان عرب برای زنان به شمار می‌رود. این مؤسسه بریتانیایی در انجام این تحقیق حقوق زنان در کشورهای اسلامی و خطراتی که آن‌ها در زادگاه‌شان با آن روبرو هستند را مورد بررسی قرار داده است. بر اساس این پژوهش، «تقریبا تمامی زنان مصری در زندگی خود مورد آزار و اذیت جنسی قرار گرفته‌اند و بیش از ۹۰ درصد از آنان قربانی ختنه بوده‌اند». دویچه وله فارسی
- وضعیت اضطراری آمریکا علیه ایران برای سی و پنجمین سال تمدید شد

## ۱۳ نوامبر۲۰۱۳
- بخش دوم از گزارش تحقیقی رویترز: «مجموعه اقتصادی آیت‌الله خامنه‌ای با وجود تحریم‌ها رونق گرفته است»

خبرگزاری رویترز در ادامه گزارش پژوهشی‌اش درباره مجموعه اقتصادی تحت مدیریت رهبر جمهوری اسلامی، نوشته است: «ستاد اجرایی فرمان امام در زمانی که تحریم‌ها بر ایران فشار می‌آورد، بیش از پیش رونق گرفت».
در این گزارش آمده است: «با این که غرب با تنگ‌تر کردن حلقه تحریم‌ها، مدام فشار را بر اقتصاد ایران تشدید می‌کند تا بلکه برنامه هسته‌ای خود را متوقف کند، ستاد با فعالیت‌های عظیمی که دارد، منبع مالی مستقلی برای پشتیبانی آیت‌الله خامنه‌ای فراهم می‌کند». متن کامل بخش دوم گزارش رویترز به زبان فارسی، بی‌بی‌سی فارسی، دویچه وله فارسی
- تابلوی فرانسیس بیکن در حراجی کریستی در نیویورک رکورد شکست

## ۱۴ نوامبر۲۰۱۳
- بخش سوم از گزارش تحقیقی رویترز: «قوانین ایران به نفع گسترش مجموعه اقتصادی آیت‌الله خامنه‌ای تغییر کرد»

خبرگزاری رویترز درباره مجموعه اقتصادی تحت مدیریت آیت‌الله خامنه‌ای، رهبر جمهوری اسلامی گزارش داده است که بعد از به‌قدرت‌رسیدن آیت‌الله علی خامنه‌ای، قوانین ایران به نحوی تهیه و تنظیم شدند تا مصادره اموالی که قرار بود سرمایه اصلی ستاد اجرای فرمان امام باشند، تسهیل شود. این گزارش تفصیلی، ارزش دارایی‌های ستاد را حدود ۹۵ میلیارد دلار تخمین زده است. البته خبرگزاری رویترز تاکید کرده تا جایی که مدارک نشان داده، آیت‌الله خامنه‌ای از سرمایه این ستاد «استفاده شخصی» نکرده است. متن کامل بخش سوم گزارش رویترز به زبان فارسی، بی‌بی‌سی فارسی
- آزادی استفاده از ابزارک‌ها در تمام طول پروازهای اروپایی

## ۱۵ نوامبر۲۰۱۳
- در خواست اوباما از کنگره: «تاخیر در تحریم‌های جدید علیه ایران»

باراک اوباما، رئیس جمهوری ایالات متحده از کنگره آمریکا خواست تا فعلا تحریم‌های تازه ای علیه ایران وضع نکنند. وی خطاب به اعضای کنگره گفت که اگر می‌خواهند مناقشه اتمی ایران به صورت صلح‌آمیز حل شود، بهتر است که تحریم های جدیدی علیه ایران وضع نشود. این درخواست باراک اوباما در روزی مطرح می شود که آژانس بین‌المللی انرژی اتمی در گزارش فصلی خود، گزارش کرده‌است که «از زمان روی‌کار آمدن دولت حسن روحانی، ایران برنامه هسته‌ای‌اش را توسعه نداده است». بی‌بی‌سی فارسی، دویچه وله فارسی
- دستگیری صدها نفر مرتبط با پورنوگرافی کودکان در کانادا و جهان

پلیس کانادا می‌گوید ۳۸۴ نفر در ارتباط با «پورنوگرافی کودکان» در کانادا، آمریکا و کشورهای استرالیا، اسپانیا، مکزیک، آفریقای جنوبی، نروژ، یونان و جمهوری ایرلند دستگیر شده‌اند و نزدیک به چهارصد کودک هم از چنگال این افراد آزاد شده‌اند. به گفته فرمانده عملیات پلیس تورنتو، در میان بازداشتی‌ها از دکتر و کشیش و مسئولان پرورشگاه هستند تا معلم بازنشسته‌ای که در رایانه‌اش «۳۵۰ هزار قطعه عکس و ۹ هزار ویدیو از آزار جنسی کودکان داشت». پلیس کانادا در جریان تحقیقات سه ساله خود موفق به انجام این عملیات گسترده شد. بی‌بی‌سی فارسی
- تینا ترنر، خواننده آمریکایی «ترک تابعیت کرد»

## ۱۶ نوامبر۲۰۱۳
- شورشیان وابسته به القائده سر یکی از معترضان را «اشتباهی» بریدند

اعضای گروه حکومت اسلامی عراق و شام، که یکی از گروه‌های هم‌پیمان با القاعده است، بابت سر بریدن اشتباهی فرمانده دسته‌ای از یک گروه شورشی دیگر به نام حرکت احرار شام، از خدا طلب عفو کرده‌اند. پس از یک درگیری میان شورشیان و نیروهای دولتی و به هنگام جمع‌آوری کشتگان و زخمی‌‌ها، شورشیان تصور کردند که محمد فارِس یکی از اعضای شبیحه، شبه‌نظامیان وابسته به رژیم سوریه است که برای دفاع از حکومت بشار اسد می‌جنگیده است. آن‌ها سپس او را کافر معرفی کردند که زنان و مردان را به تجاوز جنسی تهدید می‌کرده و سرش را در جلوی دوربین بریدند. بی‌بی‌سی فارسی
- رای شورای شهر تورنتو به سلب برخی از اختیارات از شهردار

## ۱۷ نوامبر۲۰۱۳
- سفر رئیس‌جمهور فرانسه به اسرائیل در آستانه دور دیگری از مذاکرات هسته‌ای ایران و گروه ۱+۵

فرانسوا اولاند، رئیس‌جمهور فرانسه از یک‌شنبه ۱۷ نوامبر (۲۶ آبان) برای سفری سه روزه به اسرائیل رفته است. سفر آقای اولاند در آستانه دور دیگری از مذاکرات هسته‌ای میان ایران و گروه ۱+۵ انجام می‌گیرد. رئیس‌جمهور فرانسه در اسرائیل اعلام کرد که حمایت کشورش از اسرائیل «تزلزل‌ناپذیر است». بنیامین نتانیاهو، نخست‌وزیر اسرائیل، در استقبال از فرانسوا اولاند، گفت که آقای اولاند به دلیل مخالفتش با برنامه هسته‌ای ایران، «دوست واقعی اسرائیل است». بی‌بی‌سی فارسی، دوچه وله فارسی، یورونیوز فارسی
- یک بوئینگ ۷۳۷ به هنگام فرود در جنوب روسیه منفجر شد

یک بوئینگ ۷۳۷ شرکت هواپیمایی تاتارستان که از مسکو، پایتخت روسیه عازم کازان در جنوب این کشور بود به هنگام فرود منفجر شد. وزارت امور اضطراری روسیه از مرگ تمامی ۵۰ سرنشین این هواپیما خبر داده است. بی‌بی‌سی فارسی
- درگذشت دوریس لسینگ، برنده جایزه نوبل ادبی

## ۱۸ نوامبر۲۰۱۳
- شرکت ملی گاز ایران ورشکسته شد

حمیدرضا عراقی، مدیرعامل شرکت ملی گاز ایران،  «ورشکستگی مالی» شرکت گاز را تأیید کرد. به نوشته خبرگزاری مهر، شرکت گاز ایران نزدیک به ۱۰ هزار میلیارد تومان بدهی دارد. به گفته عراقی، کسری منابع مالی و اعتباری یکی از مشکلات اصلی بر سر راه توسعه صنعت گاز در ایران است. دویچه وله فارسی
- چهار شرط فرانسه در مذاکرات اتمی با ایران

## ۱۹ نوامبر۲۰۱۳
- رایزن فرهنگی ایران در انفجارهای بیروت کشته شد

ابراهیم انصاری، رایزن فرهنگی سفارت ایران در بیروت، در پی انفجارهای انتحاری در برابر سفارت ایران در بیروت کشته شد. گردان عبدالله عزام، وابسته به القاعده مسئولیت این انفجارها را بر عهده گرفته است. دویچه وله فارسی، بی‌بی‌سی فارسی، یورونیوز فارسی
- جاسوسی استرالیا از رئیس‌جمهور و وزرای دولت اندونزی

بنا بر اسناد جدیدی که ادوارد اسنودن، افشاگر جاسوسی‌های گسترده آژانس امنیت ملی ایالات متحده آمریکا منتشر کرده، سرویس اطلاعاتی استرالیا  دست‌کم یک بار تلاش‌کرده تا مکالمه رئیس‌جمهوری اندونزی را شنود کند. این سازمان هم‌چنین در ماه اوت ۲۰۰۹ میلادی، تلفن‌های برخی از وزرای دولت اندونزی و تماس‌های رئیس‌جمهو اندونزی را تحت شنود داشته است. تونی ابوت نخست‌وزیر استرالیا در واکنش به این افشاگری‌ها گفته که او برای همه «اتفاق‌های شرم‌آوری» که روی داده متاسف است و اخبار منتشر شده از شنود مکالمات، مربوط به زمانی است که دولت قبلی بر سر کار بوده است. بی‌بی‌سی فارسی
- پلیس پاریس در جستجوی فرد مسلح در خیابان شانزه‌لیزه

پلیس پاریس  در جستجوی فرد ناشناسی است که در مقابل شبکه تلویزیونی ب‌اف‌ام تی‌وی، روزنامه لیبراسیون و ساختمان مرکزی بانک سوسیته ژنرال تیراندازی کرده و سپس در خیابان شانزه‌لیزه متواری شده‌است. پس از این حمله، پلیس فرانسه تمامی ساختمان‌های رسانه‌های فرانسه را تحت مراقبت‌های ویژه قرار داد. فرانسوا اولاند، رئیس‌جمهور فرانسه هم از وزیر کشور خواست تا تمامی تدابیر لازم را برای بازداشت فرد مظنون بکار گیرد یورونیوز فارسی، رادیو بین‌المللی فرانسه
- جستجوگرهای اینترنتی پورنوگرافی کودکان را مسدود می‌کنند

## ۲۰ نوامبر۲۰۱۳
- بررسی تحریم‌های بیشتر علیه ایران در کنگره آمریکا «به تعویق افتاد»

در آستانه دور جدید مذاکرات هسته‌ای ایران و کشورهای ۱+۵ در ژنو، باراک اوباما رییس‌جمهور ایالات متحده آمریکا در دیدار با اعضای ارشد مجلس سنا از هر دو حزب دموکرات و جمهوری‌خواه در کاخ سفید، ازآن‌ها خواست تا در بررسی تحریم‌های بیشتر علیه ایران دست نگه دارند. به این ترتیب بررسی تحریم‌های جدید علیه ایران به ماه آینده میلادی و احتمالا پس از روشن‌شدن حاصل مذاکرات پیش‌رو، موکول می‌شود. بی‌بی‌سی فارسی
- فرانسه خواستار توقف شهرک‌سازی اسرائیل در کرانه باختری شد

فرانسوا اولاند، رئیس‌جمهور فرانسه در دیدار با محمود عباس، رئیس‌ دولت خودگردان فلسطین در رام‌الله گفت: «به خاطر صلح و برای رسیدن به یک تفاهم، اسرائیل باید قطعاً شهرک یهودی‌نشین در کرانه باختری رود اردن را خاتمه دهد، زیرا این ادامه شهرک‌سازی راه حل دو کشور مستقل فلسطینی و اسرائیلی را با خطر روبرو می‌کند». دویچه وله فارسی، رادیو بین‌المللی فرانسه
- حکومت سوریه یک منطقه مهم را از شورشیان پس گرفت

## ۲۱ نوامبر۲۰۱۳
- قطع‌نامه کمیته سوم سازمان ملل علیه نقض حقوق بشر در ایران

کمیته سوم مجمع عمومی سازمان ملل متحد به قطع‌نامه پیشنهادی کانادا در محکومیت نقض حقوق بشر در جمهوری اسلامی ایران رای داد. محمد خزاعی، نماینده دائمی ایران در سازمان ملل متحد، این قطع‌نامه را «غیرسازنده» خواند. قطع‌نامه نقض حقوق بشر در ایران  با ۸۳ رای مثبت، ۳۶ رای منفی و ۶۲ رای ممتنع به تصویب رسید. پیش از این رای‌گیری، ۲۵ سازمان غیرانتفاعی فعال در زمینه حقوق بشر در نامه‌ای از کشورها در کمیته سوم سازمان ملل متحد خواسته بودند تا این قطعنامه را تصویب کنند. بی‌بی‌سی فارسی، دویچه وله فارسی
- متن توافق امنیتی افغانستان و آمریکا «نهایی شد»

## ۲۲ نوامبر۲۰۱۳
- ماگنوس کارلسن قهرمان شطرنج جهان شد

ماگنوس کارلسن شطرنج‌باز ۲۲ ساله نروژی با پیروزی ۶٬۵ - ۳٬۵ مقابل ویسوآناتان آناند شطرنج‌باز هندی به مقام قهرمانی شطرنج جهان نائل آمده و به حکومت ۶ ساله آناند بر شطرنج جهان خاتمه داد. وب‌سایت رسمی مسابقه، بی‌بی‌سی فارسی
- ادوارد اسنودن: «اجازه بریتانیا به آمریکا برای دسترسی به ایمیل‌های شهروندانش»

## ۲۳ نوامبر۲۰۱۳
- رئیس لویه‌جرگه: «کرزی حق ندارد که موافقت‌نامه امنیتی را امضا نکند»

در سومین روز لویه‌جرگه مشورتی، صبغت‌الله مجددی، رئیس این جرگه درباره اظهارات حامدکرزی، رئیس‌جمهور افغانستان که گفته بعد از تصویب این موافقت‌نامه امنیتی میان افغانستان و ایالات متحده آمریکا توسط لویه‌جرگه، او این سند را امضاء نکرده و به بعد از انتخابات موکول می‌کند، گفت: «کرزی حق ندارد که این گپ (سخن) را بزند و تمام خواهشات که (آمریکا) گفته بود را قبول کرده و این به ضرر افغانستان است و ما این را قبول نداریم». بی‌بی‌سی فارسی
- اخراج سفیر ترکیه از مصر در پی «اظهارات تحریک‌آمیز اردوغان»

شکاف میان مصر و ترکیه پس از خلع قدرت از اخوان‌المسلمین در مصر ژرف‌‌تر می‌شود. دولت موقت مصر سفیر ترکیه در قاهره را «عنصر نامطلوب» خواند و از او خواست که خاک مصر را ترک کند.. علت این تصمیم اظهارات اخیر رجب طیب اردوغان، نخست‌وزیر ترکیه اعلام شده که مصر آن را «دخالت در امور داخلی خود» تلقی می‌کند. اردوغان در واکنش گفته است که او «نمی‌تواند به افرادی که از طریق کودتای نظامی به قدرت رسیده‌اند، احترام بگذارد». بی‌بی‌سی فارسی، دویچه وله فارسی، یورونیوز فارسی
- گزارش قتل فروهرها، به روایت پرستو فروهر

## ۲۴ نوامبر۲۰۱۳
- جزئیات کامل توافق هسته‌ای ایران و ۱+۵ در ژنو

ترجمه فارسی متن کامل توافق ایران و کشورهای عضو گروه ۱+۵. رادیو فردا
- ایران با شش قدرت جهانی به توافق رسید

## ۲۵ نوامبر۲۰۱۳
- واکنش‌ها به توافق ایران و شش قدرت جهانی

به جز ایالات متحده آمریکا، بریتانیا، فرانسه، آلمان و هم‌چنین چین و روسیه که با ایران به توافق دست یافته‌اند و آن را دستاوردی تاریخی می‌دانند، کشورهای بسیاری از توافق هسته‌ای ژنو میان ایران و ۱+۵ استقبال کرده‌اند. همسایگان ایران، از جمله ترکیه، امارات متحده عربی و بحرین به استقبال این توافق رفته‌اند. هرچند، عربستان سعودی، از رقبای عمده منطقه‌ای جمهوری اسلامی ایران، از این توافق ابراز نگرانی کرده است. علاوه بر این، اسرائیل، که بارها برنامه هسته‌ای ایران را خطری علیه موجودیت خود معرفی کرده و از ضرورت سخت‌گیری با ایران گفته است، به تندی از توافق ژنو انتقاد کرده است. بنیامین نتانیاهو، نخست‌وزیر اسرائیل، توافق ژنو را «اشتباهی تاریخی»‌ خوانده و کانادا نیز نسبت به این توافق ابراز تردید کرده است. بی‌بی‌سی فارسی، دویچه وله فارسی
- لویه‌جرگه: «موافقت‌نامه با آمریکا ظرف یک ماه امضا شود»

لویه‌جرگه مشورتی کابل که برای بحث و مشورت‌دهی بر سر موافقت‌نامه امنیتی میان کابل و واشینگتن برگزار شده، این توافقنامه را با «اکثریت مطلق» تایید کرد. لویه‌جرگه هم‌چنین در قطعنامه ۳۱ ماده‌ای از حامد کرزی، رئیس‌جمهور افغانستان خواستند تا موافقت‌نامه امنیتی را تا آخر امسال امضا کند. طالبان در واکنش قطع‌نامه لویه‌جرگه را «بی‌ارزش» و اعضای آن‌را «فروخته‌شده» و «حقوق‌بگیران آمریکا» خواندند. بی‌بی‌سی فارسی + بی‌بی‌سی فارسی (واکنش طالبان)
- آسوشیتدپرس: «ایران و آمریکا از ماه‌ها پیش مشغول مذاکرات سری بودند»

## ۲۶ نوامبر۲۰۱۳
- «۹۰ هزار نفر در ایران مبتلا به اچ‌آی‌وی هستند»

عباس صداقت، رئیس اداره ایدز وزارت بهداشت، درمان و آموزش پزشکی ایران، در آستانه روز جهانی ایدز با اعلام آخرین آمار مبتلایان به اچ‌آی‌وی-ایدز در ایران گفت: «تعداد مبتلایان شناسایی‌شده تا اول مهرماه بیش از ۲۷ هزار نفر است و آمار واقعی مبتلایان به این ویروس در کشور ۹۰ هزار نفر برآورد می‌شود». بی‌بی‌سی فارسی، دویچه وله فارسی
- بمب‌افکن‌های آمریکایی بر فراز جزایر مورد مناقشه چین و ژاپن به پرواز در آمدند

مقام‌های ارتش ایالات متحده آمریکا می‌گویند که دو فروند بمب‌افکن بی-۵۲  متعلق به نیروی هوایی ایالات متحده آمریکا بر فراز جزایر مورد مناقشه چین و ژاپن در دریای شرقی چین و در محدوده دفاع هوایی چین به پرواز در آمده‌اند. چین سه روز پیش با گسترش حریم هوایی خود، جزایر مورد اختلاف با ژاپن را به محدوده دفاع هوایی خود افزوده بود. ژاپن، تایوان و چین جزایر مورد مناقشه در دریای شرقی چین را که در ژاپن «سنکاکو» و در چین «دیااویو» خوانده می‌شود را متعلق به خود می‌دانند. این منطقه از مسیرهای مهم کشتی‌رانی به شمار می‌رود و گفته می‌شود که از نظر منابع طبیعی نیز بسیار غنی است. بی‌بی‌سی فارسی، یورونیوز فارسی
- شروط تازه حامد کرزی برای امضای پیمان امنیتی

## ۲۷ نوامبر۲۰۱۳
- سازمان ملل: «وضعیت غزه در آستانه فاجعه است»

رابرت فالک، گزارشگر مستقل سازمان ملل متحد خواهان اقدامی فوری برای رسیدگی به کمبود و قطع متناوب برق در نوار غزه شده و گفته است که یک میلیون و هفتصد هزار نفر از مردم غزه در «شرایط اسفناکی» به‌سر می‌برند. رابرت فالک از سوی شورای حقوق بشر سازمان ملل متحد مامور تهیه تهیه گزارشی درباره وضعیت حقوق بشر در اراضی اشغالی توسط اسرائیل است. این مناطق در جریان جنگ شش روزه میان اعراب و اسرائیل در سال ۱۹۶۷ میلادی به تصرف ارتش اسرائیل درآمد و سازمان ملل آن اراضی را «مناطق اشغالی» اعلام کرده است. بی‌بی‌سی فارسی
- توافق احزاب بزرگ آلمان برای تشکیل دولت ائتلافی

## ۲۸ نوامبر۲۰۱۳
- پرواز هواپیماهای ژاپن و کره‌جنوبی بر فراز حریم هوایی حفاظت‌شده چین

ژاپن و کره‌جنوبی جنگنده‌های نظامی خود را بر فراز حریم شناسایی دفاع هوایی که چین بتازگی تعیین کرده‌ به پرواز درآورده‌اند تا عزم این کشور را در حفاظت از این حریم ارزیابی کنند. چین این حریم شناسایی دفاع هوایی (ADIZ) را شنبه (دوم آذر) مشخص و اعلام کرد از سه جزیره غیر مسکون مورد مناقشه میان چین و ژاپن در دریای چین شرقی، که در ژاپن آنها را «سنکاکو» و در چین «دیائویو» می‌نامند. حفاظت خواهد کرد. بی‌بی‌سی فارسی
- زمین‌لرزه دشتستان بوشهر را لرزاند

زمین‌لرزه‌ای به بزرگی ۵،۷ ریشتر در عمق ۵ کیلومتری زمین، ساعت ۱۷:۲۱ به وقت محلی روز ۷ آذر ۹۲ حوالی شهر برازجان مرکز شهرستان دشتستان در استان بوشهر را لرزاند. کانون زمین‌لرزه در عرض ۲۹ درجه و ۲۹ دقیقه شمالی و طول ۵۱ درجه و ۳۷ دقیقه شرقی اعلام شده است و تا کنون با چند پس‌لرزه همراه بوده است. گزارش ها حاکی از ریختن نمای برخی خانه ها و قطعی برق در شهرهای وحدتیه، دالکی و قسمتی از شهر برازجان است. تا کنون بگفته استاندار بوشهر این زلزله ۷ کشته و ۴۵ مصدوم داشته است. قطره بولتن جمهوری اسلامی
- دُبی میزبان «اکسپو ۲۰۲۰» شد

شهر دبی در امارات متحده عربی به عنوان میزبان نمایشگاه جهانی «اکسپو» در سال ۲۰۲۰ میلادی انتخاب شد. این اولین بار در ۱۵۰ سال عمر این برنامه سالانه است که در خاورمیانه برگزار می‌شود.
این امیرنشین حاشیه خلیج فارس، برای میزبانی اکسپو با شهرهای ازمیر در ترکیه، سائوپائولو در برزیل و یکاترینبورگ در روسیه رقابت کرد. دُبی پیش‌بینی کرده است که موفقیت در گرفتن این میزبانی می‌تواند ۲۳ میلیارد دلار بین سال‌های ۲۰۱۵ تا ۲۰۲۱ برایش سود داشته باشد. این معادل یک‌چهارم تولید ناخالص داخلی دبی است. بی‌بی‌سی فارسی
- برلوسکونی از سنای ایتالیا اخراج شد

نمایندگان مجلس سنای ایتالیا سیلویو برلوسکونی، نخست‌وزیر سابق این کشور را از سنا اخراج کردند. با اخراج آقای برلوسکونی از سنا، او مصونیت پارلمانی خود را از دست داده و به خاطر محکومیت قضایی قبلی خود در یک پرونده فرار مالیاتی، در معرض بازداشت قرار گرفته است. سیلویو برلوسکونی در جمع هواداران خود در رم، پایتخت ایتالیا، امروز را «روز سوگواری برای دموکراسی در ایتالیا» توصیف کرد. بی‌بی‌سی فارسی، یورونیوز فارسی
- «بازی خیریه» پیش‌کسوتان پرسپولیس و آ.ث. میلان

دو تیم پیشکسوتان پرسپولیس و آ.ث. میلان روز پنج‌شنبه در یک «بازی خیریه» مقابل یکدیگر در ورزشگاه آزادی تهران قرار خواهند گرفت.

## ۲۹ نوامبر۲۰۱۳
- بی‌بی‌سی:‌ «سلاح‌های شیمیایی سوریه در دریا و روی یک کشتی نابود خواهد شد»

فردا آخرین مهلت برای تعیین محلی برای انتقال پسمانده‌های ۱۰۰۰ تُن از سلاح‌های شیمیایی سوریه است. منابع مطلع به برنامه نیوزنایت بی‌بی‌سی گفته‌اند که یک کارخانه سیار بر عرشه کشتی پشتیبانی نیروی دریایی آمریکا به نام ام‌وی کیپ ری  (MV Cape Ray)، با روش‌های شیمیایی (هیدرولیز) این مواد شیمیایی را آنقدر رقیق خواهد کرد که دیگر خطرساز نباشند. تخمین‌زده می‌شود پس‌آب حاصل از خنثی‌سازی این سموم شیمیایی بالغ  بر ۷.۷ میلیون لیتر شود. سازمان منع جنگ‌افزارهای شیمیایی (OPCW) که مسئول امحا سلاح‌های شیمیایی سوریه است، آخرین روز سال میلادی جاری را به عنوان آخرین مهلت برای نابودی ذخایر شیمیایی سوریه در نظر گرفته است. بی‌بی‌سی فارسی
- حامد کرزی: «ادامه کشتار نشان بی‌احترامی نیروهای آمریکایی به تصمیم مردم افغانستان است»

روز جمعه، ٨ قوس/آذر، دفتر حامد کرزی، رئیس‌جمهور افغانستان، با انتشار خبرنامه‌ای کشته‌شدن غیرنظامیان در حمله هوایی نیروهای آمریکایی را به شدت محکوم کرده است.  در این خبرنامه آمده است که «این حمله نشان می‌دهد که نیروهای آمریکایی به زندگی و مصونیت خانه‌های مردم افغانستان و تصمیم لویه جرگه مشورتی هیچ گونه احترامی قایل نیستند». اشاره دفتر رئیس‌جمهور افغانستان به تصویب مفاد موافقت‌نامه امنیتی ایالات متحده آمریکا و افغانستان در لویه جرگه مشورتی اخیر است که طبق بخشی از آن، نیروهای آمریکایی به خودداری از حمله به غیرنظامیان ملزم شده‌اند. بی‌بی‌سی فارسی
- هشدار در مورد کیفیت «بسیار خطرناک» هوای تهران

## ۳۰ نوامبر۲۰۱۳
- آمریکا ۹ کشور را از قانون تحریم نفت ایران معاف کرد

ایالات متحده آمریکا روز جمعه (۸ آذر٬ ۲۹ نوامبر) معافیت ممنوعیت خرید نفت ‌خام ایران را برای چین، هند، کره جنوبی، ترکیه، تایوان، مالزی آفریقای جنوبی، سنگاپور و سریلانکا تمدید کرد. این اقدام آمریکا به خاطر کاهش خرید نفت خام ایران از سوی این کشورها در اوایل سال ۲۰۱۳ میلادی، انجام شده است. دویچه وله فارسی، بی‌بی‌سی فارسی
- نخستین کتاب چاپ‌شده در آمریکا به قیمت ۱۴ میلیون دلار حراج شد

کتاب بِی صَحم (Bay Psalm) نخستین کتابی به شمار می‌رود که در ایالات متحده آمریکا چاپ شده است. این کتاب که در اصل ترجمه‌ای از زبان عبری بوده، در سال ۱۶۴۰ میلادی، در کمبریج واقع در ایالت ماساچوست چاپ شد. از این کتاب ۱۷۰۰ نسخه در آن زمان به چاپ رسید که امروزه تنها ۱۱ نسخه از آن موجود است. کتاب بِی صَحم در حراجی ساتبیز به قیمت ۱۴ میلیون دلار به فروش رفت و گران‌ترین کتاب چاپی جهان لقب گرفت. رکورد گران‌ترین کتاب چاپی جهان تا پیش از این حراج به نسخه‌ای از کتاب پرندگان آمریکا نوشته جان جیمز اودوبان، پرنده‌شناس فرانسوی−آمریکایی تعلق داشت که در سال ۲۰۱۰ میلادی، به قیمت ۱۱ میلیون و پانصد هزار دلار به فروش رفته بود. دویچه وله فارسی

## پیوندهای روزانه
- درگاه: وقایع کنونی/وقایع ۱ نوامبر ۲۰۱۳
- درگاه: وقایع کنونی/وقایع ۲ نوامبر ۲۰۱۳
- درگاه: وقایع کنونی/وقایع ۳ نوامبر ۲۰۱۳
- درگاه: وقایع کنونی/وقایع ۴ نوامبر ۲۰۱۳
- درگاه: وقایع کنونی/وقایع ۵ نوامبر ۲۰۱۳
- درگاه: وقایع کنونی/وقایع ۶ نوامبر ۲۰۱۳
- درگاه: وقایع کنونی/وقایع ۷ نوامبر ۲۰۱۳
- درگاه: وقایع کنونی/وقایع ۸ نوامبر ۲۰۱۳
- درگاه: وقایع کنونی/وقایع ۹ نوامبر ۲۰۱۳
- درگاه: وقایع کنونی/وقایع ۱۰ نوامبر ۲۰۱۳
- درگاه: وقایع کنونی/وقایع ۱۱ نوامبر ۲۰۱۳
- درگاه: وقایع کنونی/وقایع ۱۲ نوامبر ۲۰۱۳
- درگاه: وقایع کنونی/وقایع ۱۳ نوامبر ۲۰۱۳
- درگاه: وقایع کنونی/وقایع ۱۴ نوامبر ۲۰۱۳
- درگاه: وقایع کنونی/وقایع ۱۵ نوامبر ۲۰۱۳
- درگاه: وقایع کنونی/وقایع ۱۶ نوامبر ۲۰۱۳
- درگاه: وقایع کنونی/وقایع ۱۷ نوامبر ۲۰۱۳
- درگاه: وقایع کنونی/وقایع ۱۸ نوامبر ۲۰۱۳
- درگاه: وقایع کنونی/وقایع  ۱۹ نوامبر ۲۰۱۳
- درگاه: وقایع کنونی/وقایع ۲۰ نوامبر ۲۰۱۳
- درگاه: وقایع کنونی/وقایع ۲۱ نوامبر ۲۰۱۳
- درگاه: وقایع کنونی/وقایع ۲۲ نوامبر ۲۰۱۳
- درگاه: وقایع کنونی/وقایع ۲۳ نوامبر ۲۰۱۳
- درگاه: وقایع کنونی/وقایع ۲۴ نوامبر ۲۰۱۳
- درگاه: وقایع کنونی/وقایع ۲۵ نوامبر ۲۰۱۳
- درگاه: وقایع کنونی/وقایع ۲۶ نوامبر ۲۰۱۳
- درگاه: وقایع کنونی/وقایع ۲۷ نوامبر ۲۰۱۳
- درگاه: وقایع کنونی/وقایع ۲۸ نوامبر ۲۰۱۳
- درگاه: وقایع کنونی/وقایع ۲۹ نوامبر ۲۰۱۳
- درگاه: وقایع کنونی/وقایع ۳۰ نوامبر ۲۰۱۳